# Александра Деревская
Александра Авраамовна Деревская (по баща Семьонова; 23 април (6 май) 1902 г., Грозни – 25 май 1959 г., Ромни, Сумска област, Украинска ССР) – майка героиня.

## Биография
Тя е родена в семейството на работник в нефтените находища в Грозни, Авраам Несторович Семьонов.
Завършва 8 години гимназия и курсове за медицински сестри. По време на Руската гражданска война се грижи за ранени белогвардейци в болницата в Грозни, а по-късно е преместена в медицинско поделение на Червената армия.
По време на Великата отечествена война тя работи като директор на сиропиталище в град Сизран. Живеейки със семейството си в село Отважное, Куйбишевска област, А. Деревская осиновява още 15 деца от сиропиталища в Ставропол (сега Толиати), евакуирани от Ленинград. След войната се мести със семейството си в Украйна, в град Ромни, Сумска област, където живее до смъртта си през 1959 г.
В началото на 20-те години на XX век Александра и Емелян Деревски осиновяват 65 деца, 48 от които отглеждат до зряла възраст.

## Награди и почетни титли
Заслугите на А. А. Деревская в СССР са признати с Ордена на Трудовия червен флаг и медала „За доблестен труд през Великата отечествена война“.
С Указ на Президиума на Върховния съвет на СССР от 20 март 1974 г. тя е удостоена с почетното звание „Майка-героиня“ (посмъртно).

## Памет
На гроба ѝ има плоча с текст:
| „ | Ти си нашата съвест, нашата молитва – Мамо. Прекланяме се пред теб. Твоите деца. | “ |

По случай 80-годишнината от рождението на майката героиня пред интерната „Роменска“ на името на А. А. Деревская е открит паметник (архитект А. Сипко, скулптор А. Миненко).
През 1996 г. Министерството на съобщенията на Украйна издава художествен плик, посветен на Александра Деревска, с изображението на неин паметник.
Малка планета (002400 Derevskaya) и улица в Ромни също са кръстени на нея.
През 2008 г. в град Толиати се появява улица, кръстена на семейство Деревски.
Бившият дом за сираци в Ромни е реорганизиран в училище интернат на името на А. А. Деревская. Тук учат и се отглеждат сираци и деца от семейства с ниски доходи. В училището се е помещавал Музеят на майката героиня Александра Деревская, който е удостоен със званието „Народен музей“ (Решение на Съвета на Министерството на културата на Сумската областна държавна администрация № 9 от 24 септември 2004 г.). През 2018 г. музеят „А. А. Деревская“ в Ромни губи званието си „Народен музей“ и е заличен от регистъра като прекратил дейността си (Заповед на Министерството на културата на Сумската областна държавна администрация № 195-ОД от 22 декември 2018 г.).